# Ruta europea E10

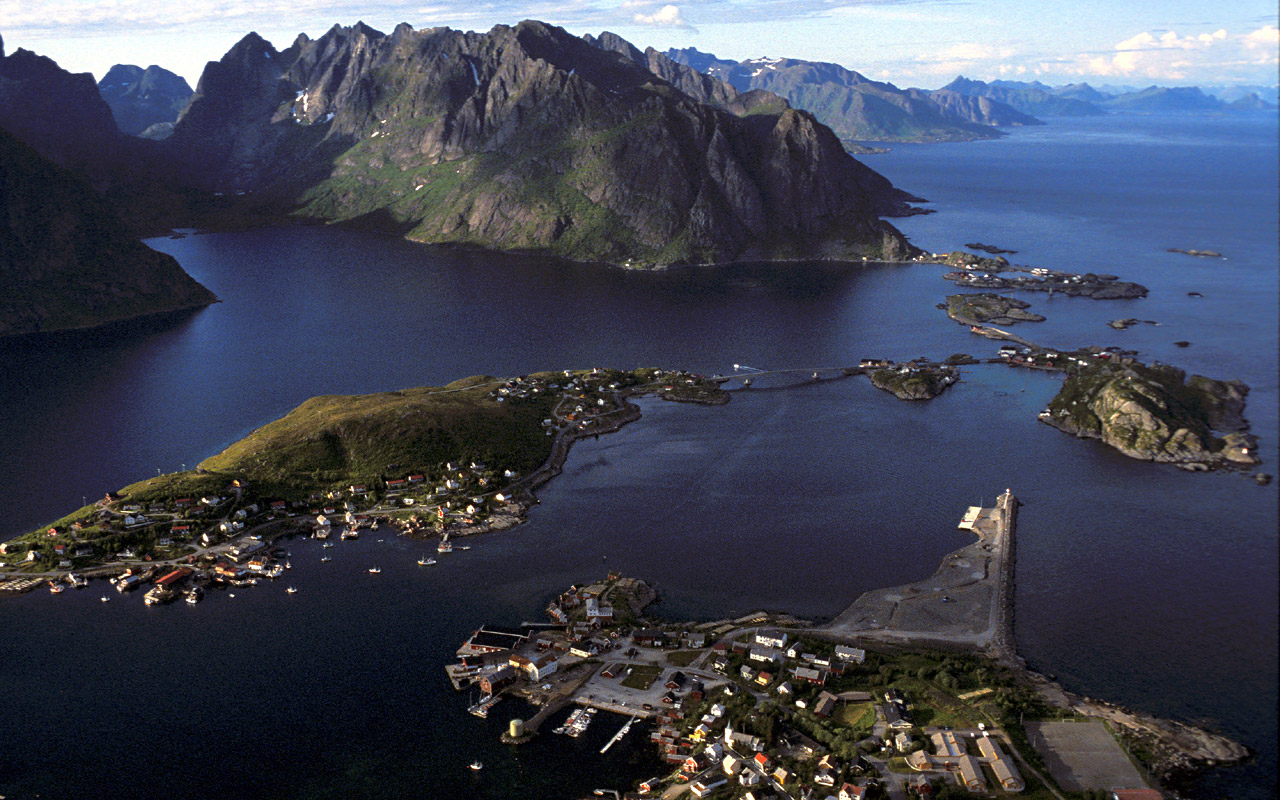
Paisaje de Reine cerca Å en Lofoten, Noruega. La ruta E10 pasa entre las islas.

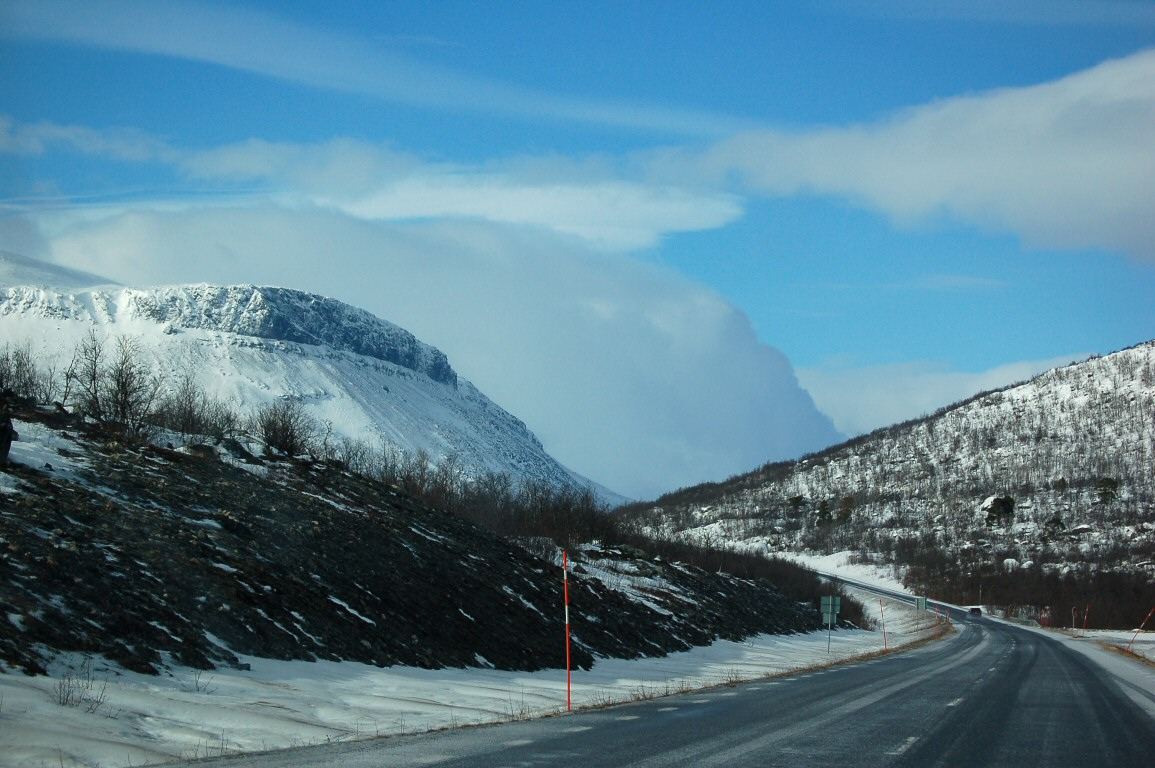
Paisaje cerca de Abisko pueblo en Kiruna Municipio, Suecia.

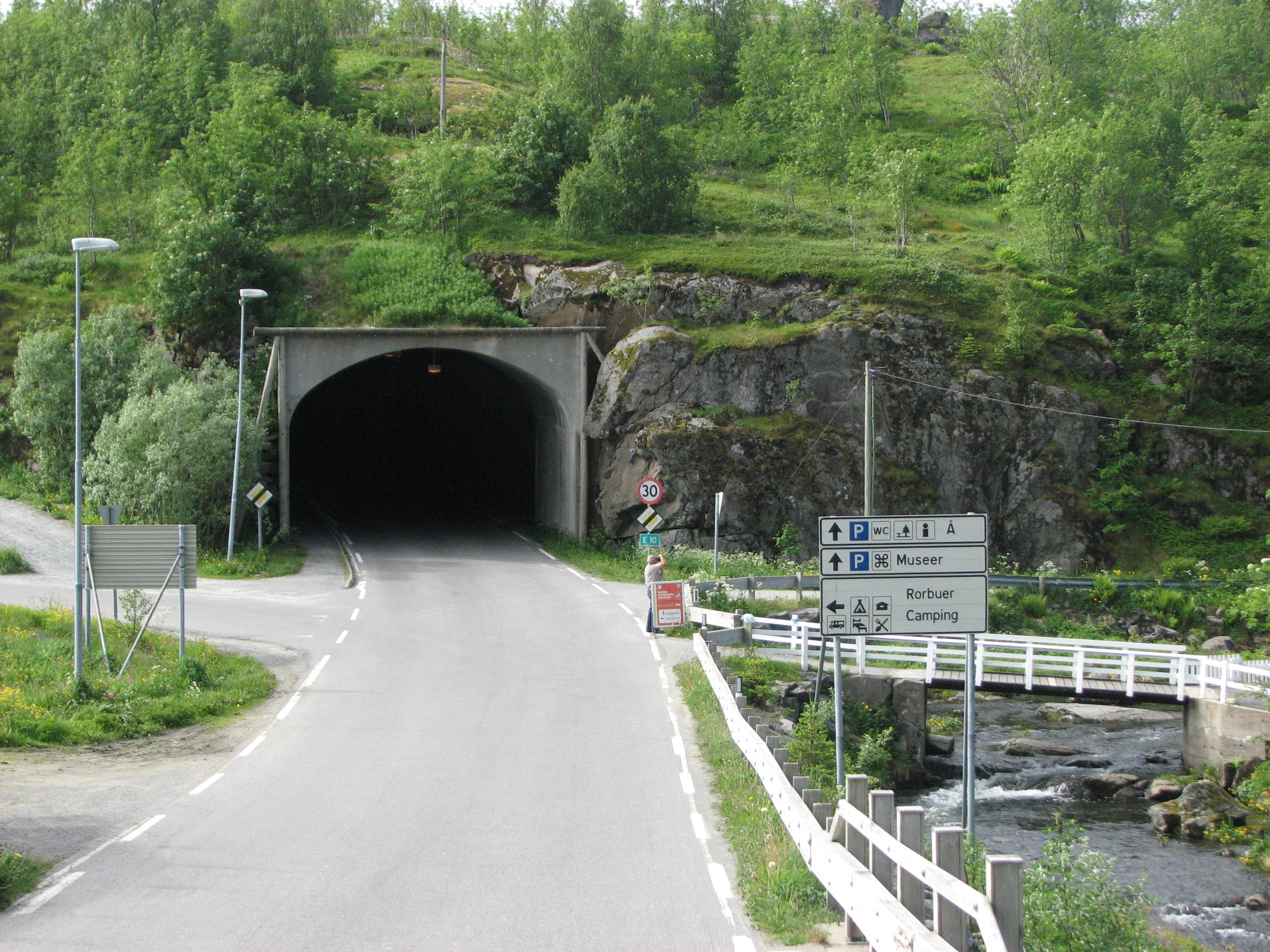
Final de la E10 en Å

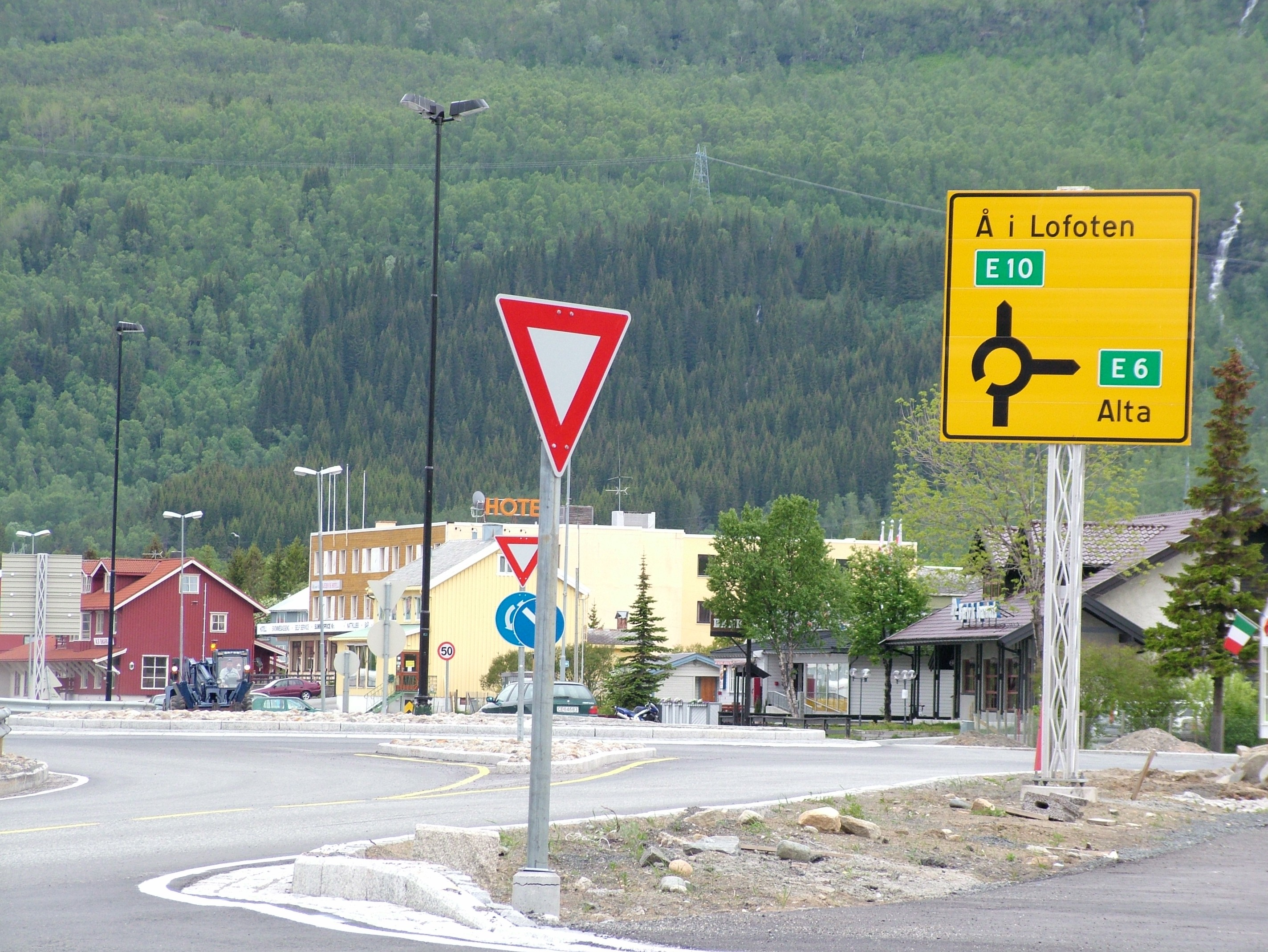
Rotonda de la intersección de las carreteras E6 y E10 en Bjerkvik

La ruta europea E10 es la segunda ruta más corta de la clase A y es parte de la red de carreteras europeas. Comienza en la localidad de Å, Noruega y termina en Luleå, Suecia. La ruta tiene aproximadamente 850 km de longitud. La parte noruega de la ruta también es llamada Kong Olav Vs vei (carretera Rey Olav V). La ruta atraviesa las localidades de Å – Leknes – Svolvær – Gullesfjordbotn – Evenes – Bjerkvik – Kiruna – Töre – Luleå.
La mayor parte de la carretera está pavimentada y tiene dos carriles en cada dirección, con la excepción de algunos puentes entre islas en la provincia de Nordland. Tiene un límite de velocidad de 80-100 km/h en Suecia, y tiene normalmente 7-8 metros de ancho, lo suficiente como para hacer que los encuentros entre dos vehículos pesados no tenga problemas. En Noruega, el camino es mucho más estrecho que en Suecia, de alrededor de 6-7,5 m de ancho, por lo general con un límite de velocidad de 80 km/h. 
Nuevas secciones se han construido de 7,5 m (25 pies) de ancho en los últimos años, pero todavía hay muchos tramos estrechos. A menudo, los 6 m (20 pies) de ancho hace que los encuentros entre los vehículos pesados sean muy apretados. Durante los últimos 50 km, hasta Å, el camino tiene menos de 6 m (19,7 pies) de ancho, a veces incluso 5 m (16,4 pies). Los autobuses y caravanas deben evitar pasar por aquí, aunque muchos de ellos no cumplen las recomendaciones.
El nombre de ruta europea E10 se dio en 1992. Con anterioridad a 1985, la E10 era el nombre de la carretera que pasaba por París-Bruselas-Ámsterdam-Groningen. La carretera entre Narvik y Kiruna fue terminada en 1984; antes de eso, no había carretera directa entre las dos ciudades; la única manera de viajar entre ella era en tren (con servicios de pasajeros solo tres veces al día), o con un largo rodeo a través de Finlandia. En 2007, la carretera a Lofoten se redujo en alrededor de 30 km, y el ferry de servicio se omite para la ruta E10, con una nueva carretera entre Fiskebøl y Gullesfjordbotn. A finales de 2007, la ruta E10 tenía 18 túneles, con un total de 20,4 km (12,7 mi), todos en Noruega.